# Velika Kaniža
Velika Kaniža (mađ. Nagykanizsa, njem. Großkirchen, Groß-Kanizsa)  je grad u Zalskoj županiji u Mađarskoj.

## Zemljopis
Grad Velika Kaniža se nalazi u zapadnom dijelu Mađarske na rijeci Kaniži, blizu ušća rijeke Mure u rijeku Dravu. Grad je nastao na području između ovih graničnih rijeka i Blatnog jezera, koje se nalazi sjeverno od grada na putu prema Budimpešti.

## Povijest
Prvi spomen naselja pod današnjim imenom veže se za godinu 1245. Na ovom mjestu je vlastelinska obitelj Kanižaj izgradila dvorac. Značaj grada posebno je narastao tijekom prvih osmanskih osvajanja u Panonskoj nizini, kada je grad bio važno utvrđenje u južnom dijelu tadašnje Ugarske. Godine 1571. Turci su osvojili utvrđenje i ovo mjesto ostaje pusto sve do 1690. godone, kada su Turci potisnuti na Balkan.
Poslije prelaska utvrđenja u ruke Habsburgovaca ovo već odavno pusto mjesto naseljava se Nijemcima, Hrvatima i Srbima. Po prestanku ratnih djelovanja utvrđenje je uništeno 1702. godine, ali je naselje opstalo do danas.
Osamnaesto stoljeće obilježeno je naglim razvojem grada, naročito otvaranjem školskih ustanova, na kojima su učili mnogi poznati ljudi tog doba. Druga faza naglog razvoja dogodila se 1860.-ih godina dolaskom željeznice. Ova željeznička pruga imala je za tadašnju Ugarsku posebnu važnost, jer je spajala glavni grad Budimpeštu s državnom lukom, Rijekom. Ovo je potaklo razvoj prve industrije i mnogih gradskih ustanova (npr. gradska bolnica).
Poslije Prvog svjetskog rata Velika Kaniža postala je pogranični grad, što je doprinijelo njenom opadanju. Nekada važna pivarska industrija tada je propala. Opadanje je spriječeno otkrićem nafte u okolici grada. Grad je postao središte naftne industrije u Mađarskoj.
Poslije Drugog svjetskog rata nastavljena je industrijalizacija grada, a naročito je bila važna 1965. godina, kada je osnovana tvornica za proizvodnju žarulja, danas jedna od najvećih u svijetu. U ovo vrijeme došlo je i do širenja javnih prostora u gradu i nastanka novih trgova i velikog parka s umjetnim jezerom, koje je danas poznati rekreacijski centar.

## Gradovi prijatelji
| - Acco, Izrael - Čakovec, Hrvatska - Gleisdorf, Austrija - Kazanlak, Bugarska | - Covasna, Rumunjska - Puchheim, Njemačka - Salo, Finska - Shijiazhuang, Kina |

## Galerija
- Jezero Csonakazo.
- Panorama grada.
- Gradsko središte.
- Spomenik Velikoj Ugarskoj u središtu grada.

## Vanjske poveznice
- Službena stranica